# Smrček
Smrček település Csehországban, a Chrudimi járásban. Smrček Horka, Miřetice, Zaječice és Žumberk településekkel határos. Lakosainak száma 134 fő (2024. január 1.).

## Népesség
A település lakosságának változását az alábbi diagram mutatja:
| Lakosok száma | 218  | 224  | 229  | 220  | 145  | 116  | 125  | 128  | 131  | 134  |
|               | 1869 | 1900 | 1921 | 1961 | 1980 | 2011 | 2016 | 2019 | 2021 | 2024 |